# Roguelike

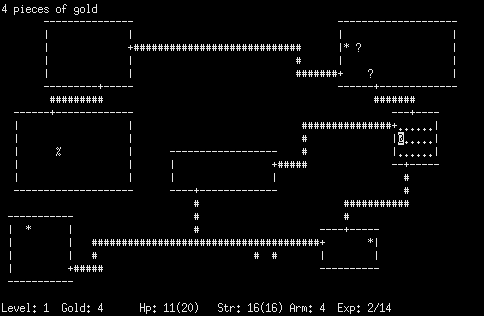
Процедурно згенерований рівень в Rogue, грі що заснувала жанр

Roguelike (читається «роуґ-лайк»), тобто rogue-подібні ігри — це піджанр рольових відеоігор, визначними особливостями якого є випадкове, процедурне створення рівнів, перманентна смерть персонажа у випадку поразки. Менш характерними є  покроковий ігровий процес, плиткова (тайлова) або ASCII-графіка.
Назва «rogue-подібні ігри» походить від гри Rogue, котра з'явилася у 1980 році й вважається початком піджанру.
Пов'язані з Rogue-lite, менш консервативним піджанром, що використовує лише певні елементи та характеристики оригінального Rogue. У неформальному спілкуванні різниця roguelike та roguelite часто ігнорується[джерело?].

## Технічні особливості

### Графіка
Більшість ігор жанру roguelike являють собою консольний застосунок, в якому на чорному фоні за допомогою ASCII символів зображено локації, монстрів та предмети. Наприклад, символом @ позначається гравець, а символом $ золото чи скарби. Монстри зображуються літерами алфавіту, причому різні розміри та кольори позначають різних монстрів. Наприклад, маленька жовта літера r може означати пацюка (англ. rat), а велика жовта R — носорога (англ. rhino). Інколи можливо змінювати тип і розмір шрифту у файлі конфігурації гри. Для деяких RL також доступні тайлсети (англ. tileset), тобто набір зображень, які замінюють знаки та літери та таким чином створюють справжню двовимірну графіку. Тайлсети також можуть змінювати інтерфейс гри, та підтримувати керування мишкою. Нижче наведений приклад ASCII-графіки.
| ------ - Стіна \|....\| ############ # Недосліджена частина \|....\| # . Досліджена частина \|.$..+######## # $ Купка золота \|....\| # ---+--- + Двері (закриті) ------ # \|.....\| Стіна # \|.!...\| ! Магічне зілля # \|.....\| # \|..@..\| @ Гравець ---- # \|.....\| ..\| #######+..D..\| D Червоний дракон \|<.+### # \|.....\| < Сходи на рівень вище ---- # \|.?...\| ? Магічний сувій ###### ------- |

### Звук та музика
Використання звуків не є правилом для RL, більшість ігор цього жанру не мають жодного звуку, або використовують їх тільки для найважливіших подій: отримання нового рівня досвіду, або загибель. Однак, існують ігри жанру з повноцінним звуковим оформленням та навіть саундтреком. Наприклад, у грі DoomRL використані звуки й музика з ігор серії Doom.

### Інтерфейс
Візитною карткою жанру став спосіб керування ігровим процесом, який цілком оснований на клавіатурних скороченнях. Наприклад, для того щоб переглянути свій інвентар потрібно натиснути клавішу i (англ. inventory), а щоб викинути щось з нього, то клавішу d (англ. drop). В деяких випадках, разом з тайлсетом гра отримує керування мишкою.

## Ігровий процес
Зазвичай, рольова система RL є адаптацією правил з настільних рольових ігор, наприклад GURPS чи d20. Саме тому початок гри в roguelike нічим не відрізняється від початку у багатьох рольових відеоіграх, перш за все гравець має створити свого персонажа. Доступні характеристики, вміння та шляхи їх покращення залежать від рольової системи, яку використовує гра. Далі гравець починає гру на першій локації. Це може бути як перший рівень підземелля, будівля поруч зі входом у підземелля, або мапа світу, подорожуючи по якій гравець може вибрати місце пригод. На рівнях, гравець зустрічатиме різноманітних монстрів, з якими він повинен боротися використовуючи всі доступні йому засоби та ресурси. Інколи на рівнях зустрічатимуться такі предмети як магічні сувої та зілля, предмети екіпіровки (обладунки, одяг, кільця та амулети), які також можуть інколи залишатися після монстрів. Предмети можуть потребувати ідентифікації, яку можна виконати просто використавши предмет «в сліпу», не знаючи що станеться потім, або за допомогою спеціального предмета, який дозволяє проводити ідентифікацію. Головна ціль гри залежить від кожної окремої roguelike, і може взагалі бути відсутньою, натомість мати список досягнень гравця.

## Найвизначніші ігри
- Ancient Domains of Mystery
- Angband
- Cataclysm: Dark Days Ahead
- DoomRL
- Dungeon Crawl
- Dwarf Fortress
- Hades
- Infra Arcana
- Moria
- NetHack
- Rogue
- The Binding of Isaac